# Gerda Gilboe
Gerda Gilboe, född 5 juli 1914 i Odense, död 11 april 2009, var en dansk skådespelare och sångerska.
Gilboe inledde sina studier för operasångarna Karin Monk och Marie Nielsen. Hon studerade drama för Elith Pio och scendebuterade 1936 på Århus Teater. 1943-1948 var hon engagerad som skådespelare och operettsångare vid Nørrebros Teater. Hon debuterade som operasångare 1948 vid Den Jyske Opera, där hon spelade rollen Rosina i Barberaren i Sevilla. Hun har medverkat i ett flertal revyer och gästspelat i Norge och Sverige. Hon har haft huvudroller i bland annat Glada änkan och Fröken Nitouche och fick med kort varsel hoppa in som ersättare för Ingeborg Brams som Eliza i My Fair Lady och räddade därmed Mogens Wieth och Osvald Helmuth. Vid sidan av teatern studerade hon retorik vid Köpenhamns Universitet och blev som 63-årig lärare vid Blaagaard Seminarium i retorik och i dramatik på Cafe Teatrets dramaskole. Gilboe avled i april 2009.

## Filmografi i urval
- 1999 - Kärlek vid första hick
- 1999 - Besatt
- 1997 - Taxa
- 1996 - Ränta på ränta